# Font de les Trilles
La Font de les Trilles és una font del poble d'Herba-savina, pertanyent al municipi de Conca de Dalt, al Pallars Jussà. Antigament pertanyia al terme d'Hortoneda de la Conca.
Està situada a 872,5 m d'altitud, al costat nord del camí que des de Pessonada mena a Herba-savina i a Carreu. Ja dins del Parc Natural de la Serra de Boumort, té al costat una petita zona d'esbarjo, amb taules i seients.
Al costat de llevant, molt a prop de la font, hi ha l'arrencament de la pista que mena a Herba-savina, situat al nord-est de la font. També era a prop de la font el Molinot.